# 예브게니 코롤료프
예브게니 알렉산드로비치 코롤료프(러시아어: Евге́ний Алекса́ндрович Королёв, 1949년 10월 1일 모스크바 출생)는 러시아의 클래식 피아니스트다.
코롤료프는 모스크바 음악원에서 공부했다. 1978년부터 함부르크에서 교사로 재직하고 있으며, 아내 Ljupka Hadzigeorgieva와 함께 함부르크에 살고 있다. 그들은 함께 뮤지컬 듀오("Duo Koroliov")를 결성하기도 했다.
그는 주로 바흐의 곡과 관련이 있지만 하이든, 베토벤, 쇼팽, 드뷔시, 일부 모차르트, 슈만. 쇼스타코비치 같은 현대 작품의 연주로도 유명하다.